# Cleveland Guardians
O Cleveland Guardians (anteriormente Indians) é uma equipe profissional de beisebol com sede em Cleveland, Ohio, Estados Unidos. Os Guardians são membros da Divisão Central da Liga Americana da Major League Baseball. Fundados em 1894, ingressando na MLB em 1901, disputaram a World Series seis vezes, vencendo em 1920 e 1948.

## Logos e Uniformes
As cores oficiais da equipe são azul-marinho, vermelho e branco.
Casa

Logotipo da palavra Guardians, apresentado nos uniformes de casa da equipe

O uniforme principal de casa é branco com detalhes em azul-marinho ao redor de cada manga. Na frente da camiseta, em fonte de script, está a palavra "Guardians" em vermelho com um contorno em azul-marinho, com camisetas, cintos e meias em azul-marinho.
A camiseta alternativa de casa é vermelha com a palavra "Guardians" em script azul-marinho contornada em branco na frente, e detalhes em azul-marinho em ambas as mangas, com camisetas, cintos e meias em azul-marinho.

## Bonés e Uniformes
O boné principal de casa é azul-marinho com aba vermelha e apresenta um "C" vermelho em formato de diamante na frente.
Estrada
O uniforme principal de estrada é cinza, com "Cleveland" em letras azul-marinho "diamond C", contornadas em vermelho na frente da camiseta, detalhes em azul-marinho ao redor das mangas e camisetas, cintos e meias em azul-marinho.
A camiseta alternativa de estrada é azul-marinho com "Cleveland" em letras vermelhas "diamond C", contornadas em branco na frente da camiseta, e camisetas, cintos e meias em azul-marinho.
O boné de estrada é semelhante ao boné de casa, com a única diferença sendo a aba ser azul-marinho.
Universal
Para todos os jogos, a equipe usa um capacete de rebatida azul-marinho com um "C" vermelho em formato de diamante na frente.
Todas as camisetas, tanto em casa quanto fora, apresentam o logotipo "G alado" em uma manga, e um patch da Marathon Petroleum - em um acordo de patrocínio válido até a temporada de 2026 - na outra manga. A manga com o logo da Marathon depende de como o jogador rebate - rebatedores canhotos têm o patch em sua manga direita, pois é o braço voltado para a câmera principal da TV quando rebatem, e vice-versa para os rebatedores destros.

### Controvérsia sobre o Nome e Logotipo

Logotipo "Block C" usado secundariamente de 2014 até 2019, depois como o logotipo principal da equipe de 2019 a 2021 - os últimos três anos sob o nome Indians

O nome do clube e seu logotipo caricato foram criticados por perpetuar estereótipos dos povos nativos americanos. Em 1997 e 1998, manifestantes foram presos após a queima de efígies. As acusações foram retiradas no caso de 1997 e não foram apresentadas no caso de 1998. Manifestantes presos no incidente de 1998 posteriormente perderam uma ação judicial alegando que seus direitos da Primeira Emenda tinham sido violados.
Bud Selig (na época, Comissário do Beisebol) afirmou em 2014 que nunca recebeu uma reclamação sobre o logotipo. Ele ouviu dizer que há pessoas protestando contra os mascotes, mas equipes individuais, como os Indians e os Atlanta Braves, cujo nome também foi criticado por razões semelhantes, devem tomar suas próprias decisões. Um grupo organizado de nativos americanos, que protestava há muitos anos, protestou contra o Chief Wahoo no Opening Day de 2015, observando que este era o 100º aniversário desde que a equipe se tornou os Indians. O proprietário Paul Dolan, ao afirmar seu respeito pelos críticos, disse que ouvia principalmente dos fãs que queriam manter o Chief Wahoo e não tinha planos de mudar.
Em 29 de janeiro de 2018, a Major League Baseball anunciou que o Chief Wahoo seria removido dos uniformes dos Indians a partir da temporada de 2019, declarando que o logotipo não era mais apropriado para uso em campo. O logotipo "Block C" foi promovido para o logotipo principal; na época, não havia planos de mudar o nome da equipe.
Em 2020, os protestos pela morte de George Floyd, um homem negro, por um policial de Minneapolis, levaram Dolan a reconsiderar o uso do nome Indians. Em 3 de julho de 2020, logo após o Washington Redskins  anunciarem que fariam uma "revisão minuciosa" do nome da equipe, os Indians anunciaram que iriam "determinar o melhor caminho a seguir" em relação ao nome da equipe e enfatizaram a necessidade de "continuar melhorando como organização em questões de justiça social".
Em 13 de dezembro de 2020, foi relatado que o nome Indians seria abandonado após a temporada de 2021. Embora a equipe tenha sugerido que poderia seguir em frente sem um nome de substituição (de maneira semelhante ao Washington Football Team), foi anunciado via Twitter em 23 de julho de 2021 que a equipe seria chamada de Guardians, em homenagem aos Guardians of Traffic, oito grandes estátuas de Art Deco na Hope Memorial Bridge, localizadas perto do Progressive Field.
O clube, no entanto, se viu em meio a uma disputa de marca registrada com uma equipe de roller derby masculina chamada Cleveland Guardians. A equipe de roller derby Cleveland Guardians competia na Men's Roller Derby Association desde 2016. Além disso, duas outras entidades tentaram antecipar o uso da marca registrada pela equipe, apresentando seus próprios registros no U.S. Patent and Trademark Office. A equipe de roller derby entrou com uma ação federal no U.S. District Court for the Northern District of Ohio em 27 de outubro de 2021, buscando bloquear a mudança de nome da equipe de beisebol. Em 16 de novembro de 2021, a ação judicial foi resolvida, e ambas as equipes foram autorizadas a continuar usando o nome Guardians. A mudança de nome de Indians para Guardians tornou-se oficial em 19 de novembro de 2021.